# Молтразио
Молтразио (итал. Moltrasio) је насеље у Италији у округу Комо, региону Ломбардија.
Према процени из 2011. у насељу је живело 1624 становника. Насеље се налази на надморској висини од 231 м.

## Становништво
Према резултатима пописа становништва 2011. у општини је живело 1.640 становника.
| 1936. | 1951. | 1961. | 1971. | 1981. | 1991. | 2001. | 2011. |
| ----- | ----- | ----- | ----- | ----- | ----- | ----- | ----- |
| 1.588 | 2.039 | 2.202 | 2.103 | 1.988 | 1.916 | 1.768 | 1.640 |